# Мацумото Місакі
Місакі Мацумото (яп. 松友 美佐紀, нар. 8 лютого 1992) — японська бадмінтоністка, олімпійська чемпіонка 2016 року.

## Виступи на Олімпіадах
| Олімпіада           | Дисципліна    | Місце |
| ------------------- | ------------- | ----- |
| Ріо-де-Жанейро 2016 | парний розряд | 1     |